# Joseph Alexander Altsheler
Joseph Alexander Altsheler fue un escritor estadounidense de ficción histórica nacido en Three Springs, Kentucky el 29 de abril de 1862 y fallecido en Nueva York el 5 de junio de 1919.

## Biografía
Hijo de Joseph y Louise Altsheler, en 1885 empezó a trabajar en el periódico The Courier-Journal de Louisville, como reportero y más tarde, editor. Trabajó para el New York World en 1892, primero como corresponsal del periódico en Hawái y luego como editor del magazine trimestral de ese periódico. Debido a la falta de historias adecuadas, comenzó a escribir cuentos infantiles para la revista.
Altsheler se casó con Sarah Boles el 30 de mayo de 1888, con quien tuvo un hijo. Él y su familia estaban en Alemania cuándo comenzó la Primera Guerra Mundial. El difícil regreso a casa tuvo un costo enorme para la salud de Altsheler que nunca llegó a ser la misma. Murió en Nueva York en 1919.

## Obra
- The Young Trailers (1907)
- The Forest Runners (1908)
- The Free Rangers (1909)
- The Riflemen of the Ohio (1910)
- The Scouts of the Valley (1911)
- The Border Watch (1912)
- The Keepers of the Trail (1916)
- The Eyes of the Woods (1917)
- The Book of man Kind (2007)
- The Lords of the Wild (1919)
- The Hunters of the Hills (1916)
- The Shadow of the North (1917)
- The Sun of Quebec (1919)
- The Rulers of the Lakes (1917)
- The Masters of the Peaks (1918)
- The Guns of Bull Run (1914)
- The Guns of Shiloh (1914)
- The Scouts of Stonewall (1914)
- The Sword of Antietam (1914)
- The Star of Gettysburg (1915)
- The Rock of Chickamauga (1915)
- The Shades of the Wilderness (1916)
- The Tree of Appomattox (1916)
- The Texan Star (1912)
- The Texan Scouts (1913)[1]
- The Texan Triumph (1913)
- The Great Sioux Trail (1918)
- The Lost Hunters (1918)
- The Guns of Europe (1915)
- The Hosts of the Air (1915)
- The Forest of Swords (1915)
- The Hidden Mine (1896)
- A Knight of Philadelphia (1897)
- A Soldier of Manhattan (1897)
- The Sun of Saratoga (1897)
- A Herald of the West (1898)
- Kentucky Frontiersman (1898)
- The Rainbow of Gold (1898)
- In Circling Camps (1900)
- In Hostile Red (1900)
- The Last Rebel (1900)
- The Wilderness Road (1901)
- My Captive (1902)
- Before the Dawn (1903)
- Guthrie of the Times (1904)
- The Candidate (1905)
- The Recovery (1908)
- The Last of the Chiefs, a story of the great Sioux war  (1909)
- The Horsemen of the Plains (1910)
- The Quest of the Four (1911)
- Apache Gold (1913)
- At the Twelfth Hour: Selected Short Stories of Josef A. Altsheler, (1895-1919)